# Saramedż
Saramedż – wieś w Armenii, w prowincji Lorri. W 2011 roku liczyła 1344 mieszkańców.